# Cabo Norte
Cabo Norte (em norueguês:  Nordkapp) é um cabo na ilha de Magerøya no norte da Noruega, na comuna de Nordkapp. Tem 307 m de altura sobre o mar da Noruega e mar de Barents, e com frequência é referenciado como o mais setentrional ponto da Europa, de coordenadas 71° 10' 21" N 25° 47' 40" E. Porém, o cabo vizinho de Knivskjellodden situa-se cerca de 1500 metros mais a norte. Além disso, ambos os pontos se encontram numa ilha, o que significa que o ponto mais a norte da Europa continental é o Cabo Nordkinn.
O apelativo Cabo Norte foi assim chamado pelo explorador britânico Richard Chancellor em 1553 quando passou o cabo em busca da Passagem do Noroeste, o caminho para o Novo Mundo. Desde então, ocasionalmente recebia visitas por exploradores que subiam ao planalto no alto da falésia; visitantes famosos foram o rei Óscar II da Suécia e Noruega em 1873 e o rei Chulalongkorn da Tailândia em 1907. Hoje em dia, Cabo Norte é uma importante atração turística que inclui um amplo (e caro) centro turístico que alberga grande número de exposições sobre a história do lugar.
Em 1943, a batalha do Cabo Norte deu-se frente a este cabo no Oceano Árctico.
A 15 de Junho de 1999 foi inaugurado o Túnel do Cabo Norte, que possibilitou ligar a ilha de Magerøya à parte continental e facilitar o acesso por automóvel.
A localidade de Honningsvåg, que reclama ser a cidade mais setentrional do mundo, serve de base para explorar a região.
A rota EuroVelo 1 liga Sagres (Portugal) ao Cabo Norte, por 8196 km de ciclovias, com algumas interrupções no mar.

## Galeria

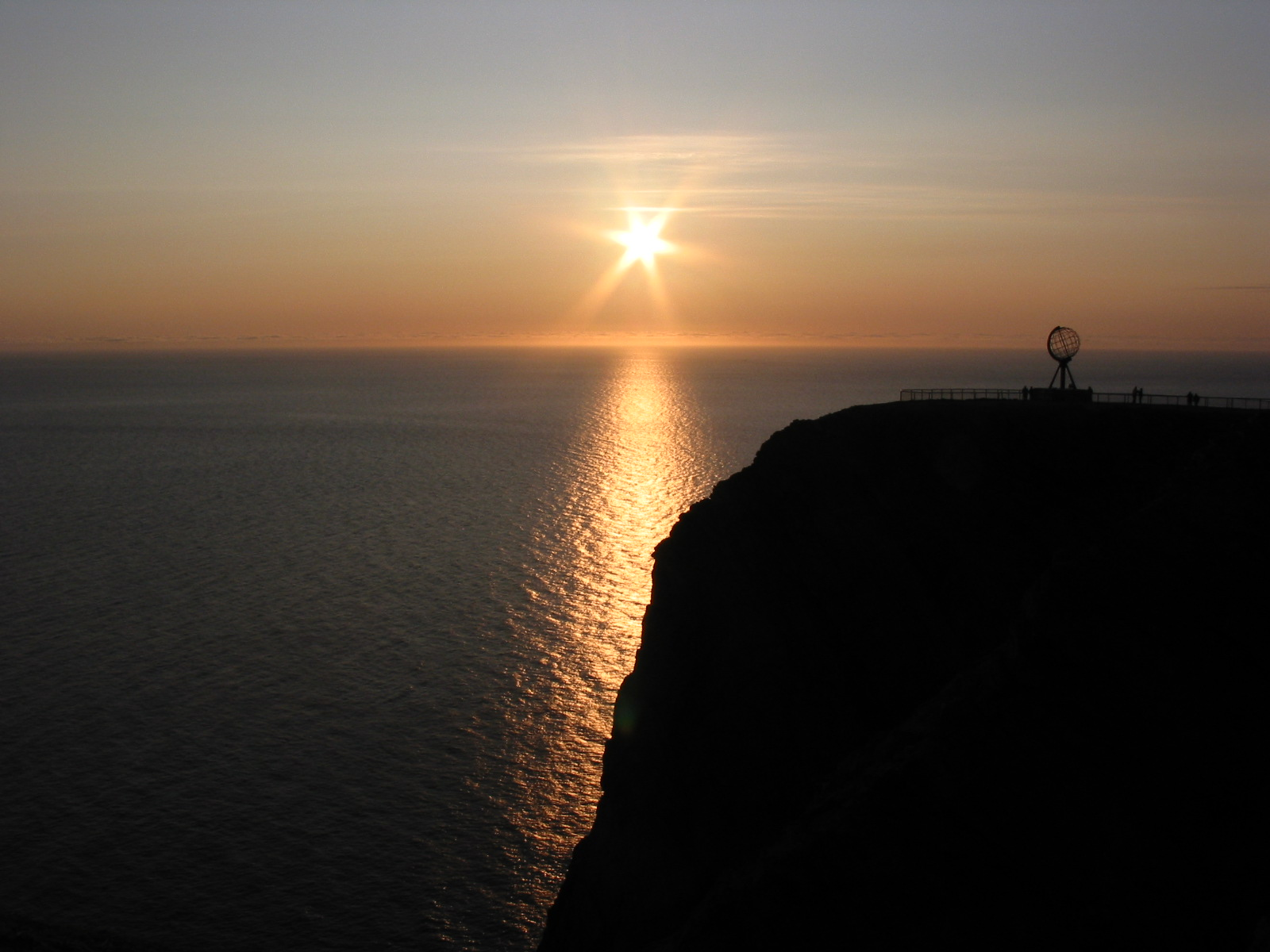
Sol da Meia-noite no Cabo Norte
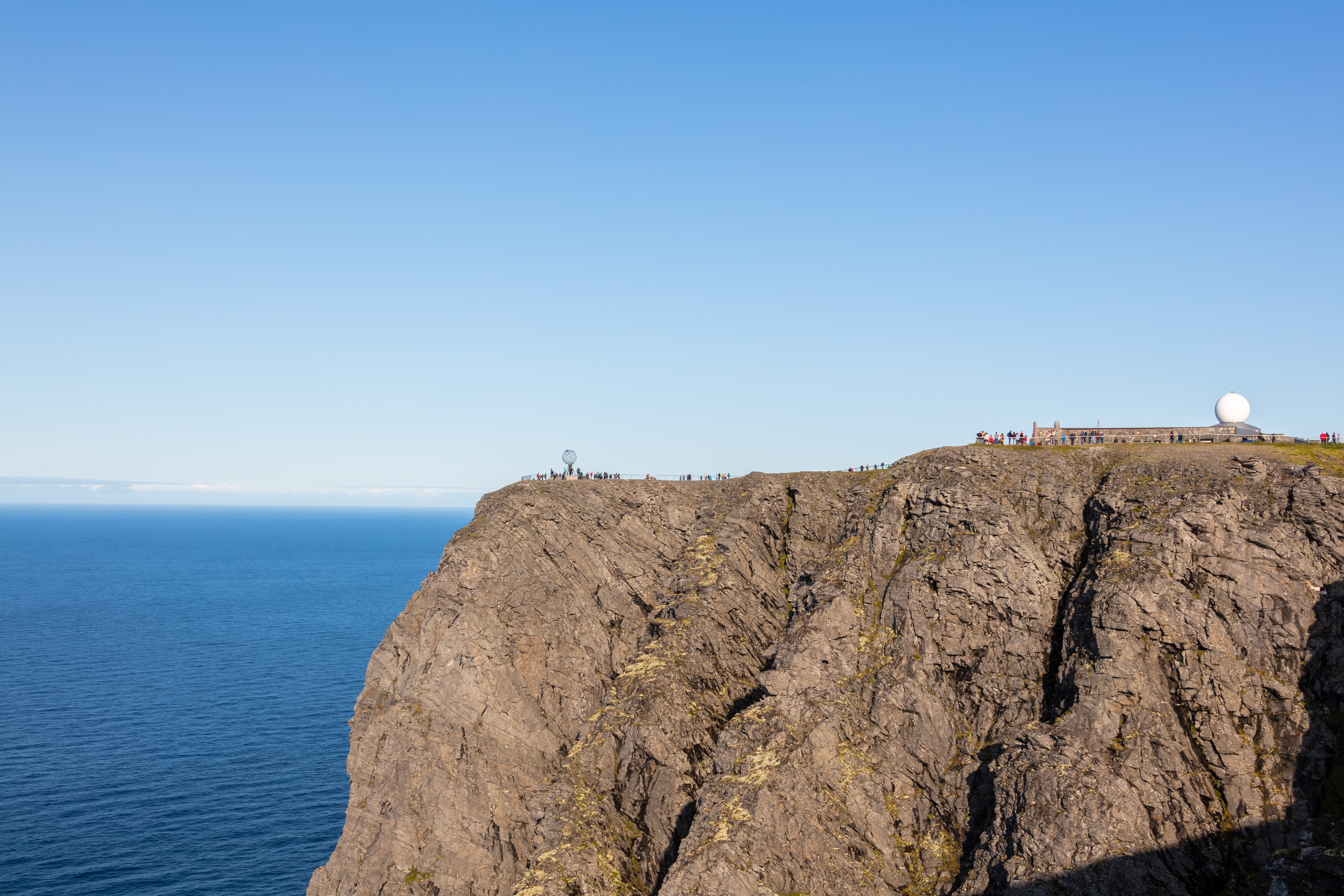
Visão geral
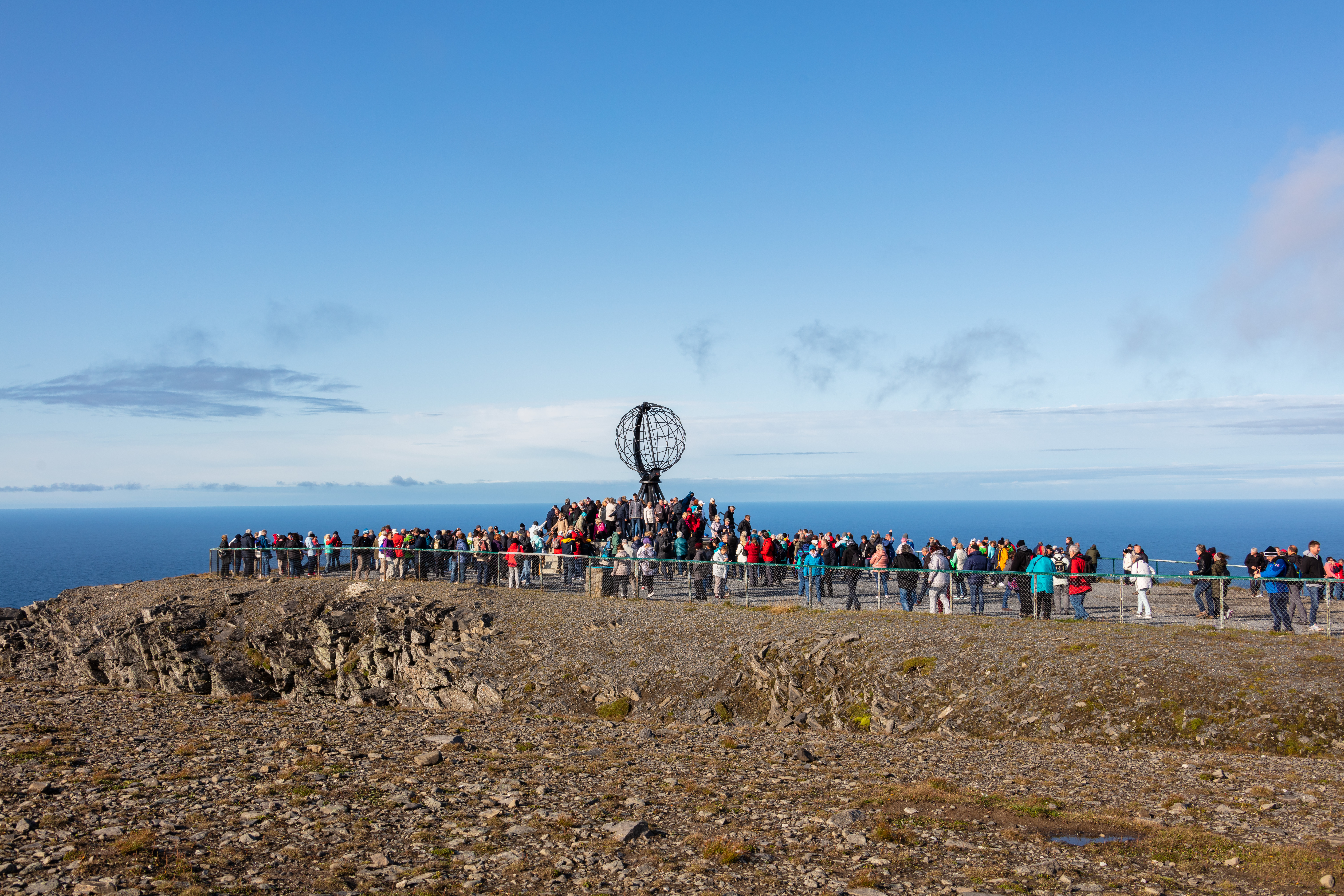
Globo
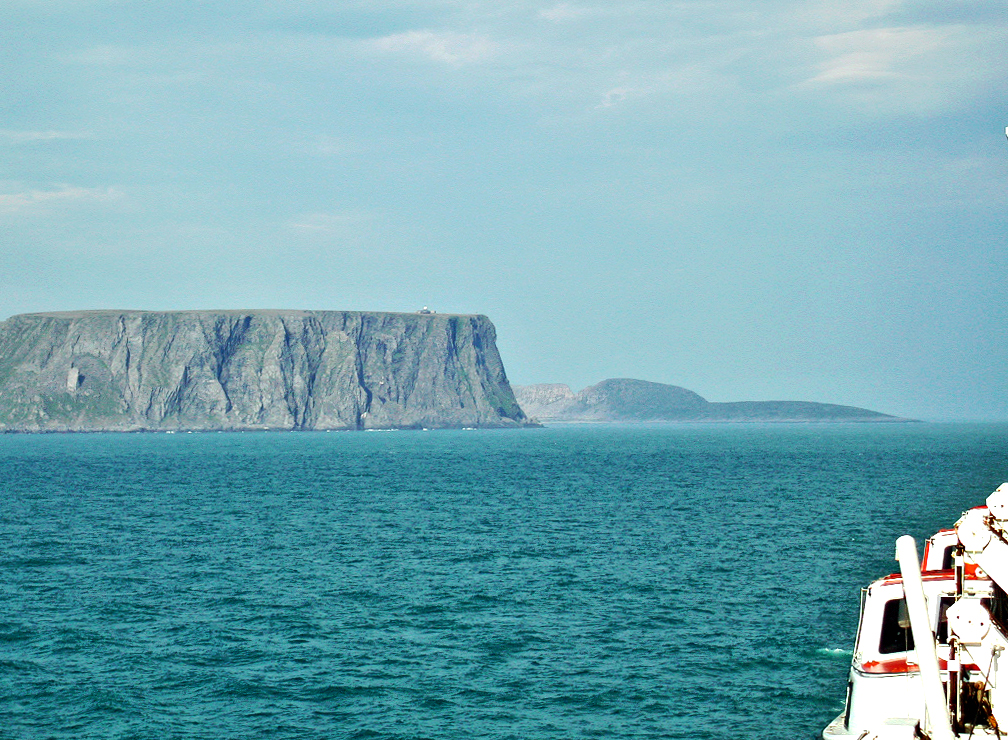
Cabo Norte (em primeiro plano), e Knivskjellodden (ao fundo)
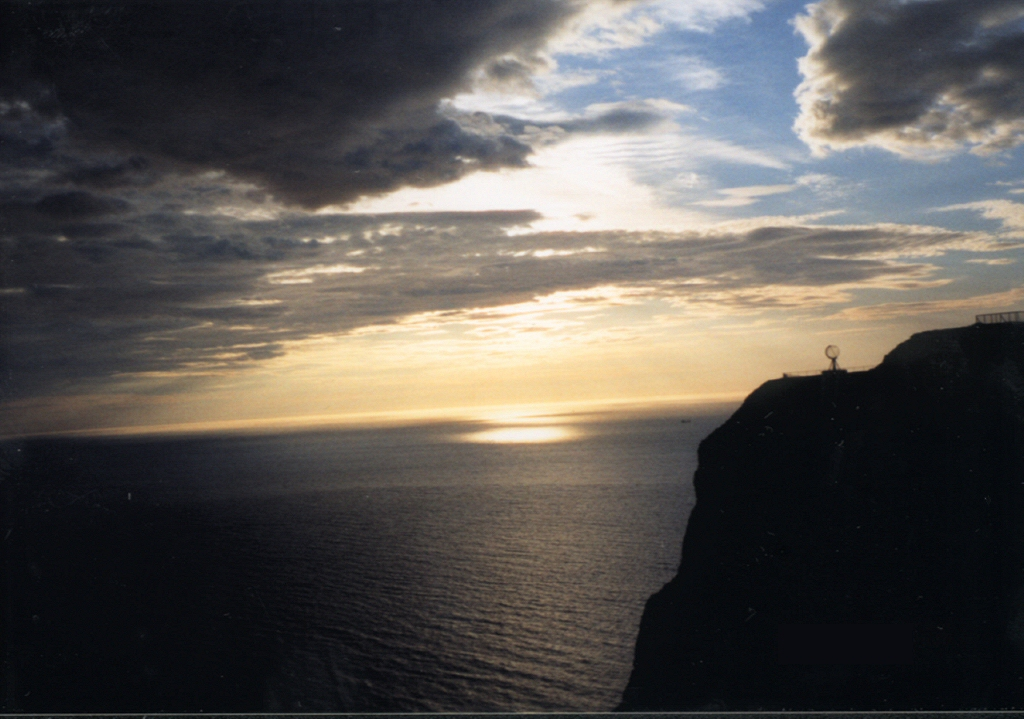
Sol da Meia-noite e nuvens no Cabo Norte